# Círculo do Livro
Círculo do Livro foi uma editora brasileira estabelecida em março de 1973 através de um acordo firmado entre o Grupo Abril e a editora alemã Bertelsmann. Vendia livros por um "sistema de clube", onde a pessoa era indicada por algum sócio e, a partir disso, recebia uma revista quinzenal com dezenas de títulos a serem escolhidos. O novo sócio teria então a obrigação de comprar ao menos um livro no período.
O empreendimento funcionou seus primeiros cinco anos com prejuízo, o que não representou problema para a Bertelsmann, dona de 49% da empresa e a segunda maior organização editorial do mundo na época. Não obstante, foram reunidos até 1975 duzentos e cinquenta mil sócios, número que dobrou em 1978. Em 1982, as vendas alcançaram cinco milhões de exemplares, totalizando dezessete milhões nos primeiros dez anos de existência da Círculo. Em 1983 a editora anunciou um quadro de oitocentos mil sócios espalhados por 2,850 municípios brasileiros, atendidos por uma cadeia de mais de dois mil vendedores e da distribuição através dos correios.
O declínio nos lucros fez com que a Bertelsmann vendesse sua parte no negócio, levando a Círculo a encerrar suas atividades editoriais no final da década de 1990. A empresa, no entanto, continuou a funcionar como gráfica sob o comando do grupo CLC, até ser vendida em 2000 à multinacional RR Donnelley.

## Catálogo
O catálogo da Círculo do Livro era divulgado quinzenalmente aos sócios através da distribuição gratuita da Revista do Livro, e entre os inúmeros títulos disponíveis encontravam-se inclusive alguns cedidos por meio de acordos com outras grandes editoras, como por exemplo as obras de Luis Fernando Veríssimo, bem como a coleção Primeiros Passos, versão capa dura, publicada originalmente pela Editora Brasiliense.
Os livros, cuja impressão e acabamento eram realizados na própria gráfica da editora, eram conhecidos pelo bom encadernamento, capa dura e preços competitivos. A título de exemplo, em 1988, enquanto a versão brochura da obra Fogueira de Vaidades, de Tom Wolfe (então publicada pela editora Rocco) custava cerca de Cz$ 12 mil, livros de arte, com capa dura, eram lançados pela Círculo do Livro por apenas Cz$ 2.900,00. Isto devia-se principalmente ao mercado garantido, e também uma economia de escala, com tiragens que oscilavam entre seis e cinquenta mil, sendo vendidos em média dez mil exemplares por título.

## Parque gráfico
Com a consolidação do negócio em 1976, a unidade gráfica da Editora Abril na rua do Curtume, em São Paulo, foi incorporada ao Círculo do Livro, e no ano seguinte deixou de trabalhar exclusivamente para o grupo, passando a atender outros clientes. Em 1989, a CLC – Comunicações, Lazer e Cultura (uma divisão da Abril controlada por Richard Civita), comprou a parte pertencente aos sócios alemães, tornando-se 100% proprietária da empresa e realizando uma ampliação em seu parque gráfico, com vistas em manter ali o foco do negócio.
Em 2000, o parque gráfico foi vendido à Donnelley Cochrane Gráfica Editora do Brasil, subsidiária da Editorial Lord Cochrane S.A., sediada no Chile e controlada pela RR Donnelley, uma das maiores gráficas editoriais dos Estados Unidos. No ano seguinte, a Círculo teve sua estrutura de comercialização, planejamento e produção fundida à da Gráfica Editora Hamburg de São Paulo, como parte de um plano de unificação da clientela e administração das duas gráficas brasileiras adquiridas pela Donnelley.